# Synagoge (Zemun)

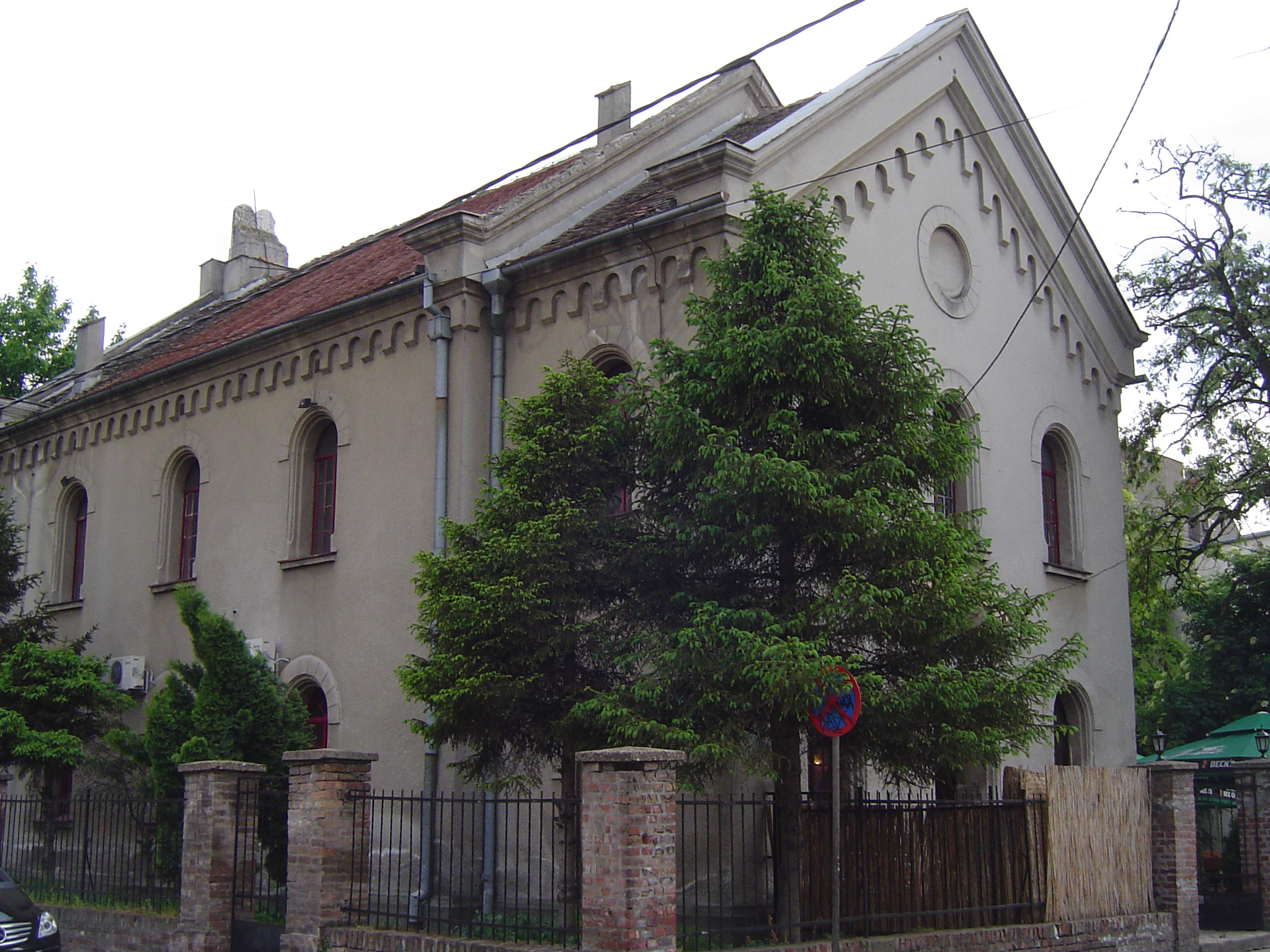
Die Synagoge von Zemun

Die Synagoge von Zemun liegt im Belgrader Stadtteil Zemun und ist eine von derzeit zwei Synagogen in der serbischen Hauptstadt Belgrad. Die zweite, die Belgrader Synagoge, befindet sich in der Belgrader Innenstadt.

## Geschichte
Die Synagoge der Aschkenasim wurde 1850 an der Stelle einer älteren erbaut, ist heute jedoch nicht im Besitz der jüdischen Gemeinde, sondern wird als Gastbetrieb genutzt. 1962 sah sich die jüdische Gemeinde genötigt, die Synagoge an die Stadt Belgrad zu verkaufen, welche die Synagoge in ein Kulturzentrum umwidmete. Seit 1997 wird die Synagoge von der Belgrader Gemeinde Zemun an ein Unternehmen des Gastgewerbes vermietet. Seit 2005 sammelt die jüdische Gemeinde von Zemun die nötigen Geldmittel, um die Synagoge zurückzuerwerben.